# Имре, Бенце
Бенце Имре (венг. Imre Bence; род. 15 октября 2002) — венгерский гандболист, выступает за гандбольный клуб «Киль» и сборную Венгрии по гандболу. Участник летних Олимпийских игр 2024 года. Гандболист года в Венгрии (2024).

## Карьера

### Клубная
Бенце играл за венгерский «Ференцварош» с 2013 года. Его мать — легенда гандбольного клуба Беатрикс Кёки, а отец известный фехтовальщик — Геза Имре. В сезоне 2018/19 годов дебютировал в Национальной лиге I в возрасте шестнадцати лет. В сезоне 2022/23 года занял четвёртое место в лиге с «Ференцварошем», участвовал в 1/8 финала Европейской лиги ЕГФ. Забил 19 голов в 16 матчах Европейской лиги ЕГФ.
Летом 2024 года подписал контракт с немецким клубом Бундеслиги «Килем».

### Международная карьера в сборной
В возрасте 20 лет, 27 апреля 2023 года, Бенце дебютировал в основной национальной сборной в Клайпеде в отборочном матче чемпионата Европы между Литвой и Венгрией, забил 9 голов. Принял участие в чемпионате мира среди юниоров 2023 года, где Венгрия завоевала серебряную медаль.
Участвовал в чемпионате Европы 2024 года в составе мужской сборной Венгрии, забил 20 голов.
В августе 2024 года был включён в состав Венгрии для участия в Олимпийском турнире по гандболу. Сборная Венгрии, сыграв пять матчей не смогла выйти из группы B, а игроки команды завершили участие в турнире. Бенце сыграл 4 матча и забил 26 голов.